# اپینگ، نیو ساوت ولز
اپینگ (به انگلیسی: Epping) یک حومه شهر در استرالیا است که در نیو ساوت ولز واقع شده‌است.